# Свистунково
Свистунково — деревня в Великолукском районе Псковской области России. Входит в состав сельского поселения «Букровская волость».
Расположена на северо-востоке района, в 53 км к северо-востоку от центра города Великие Луки и в 13 км к северу от волостного центра Букрово-2.

## Население
Численность населения по оценке на 2000 год составляла 6 человек, на 2010 год — 1 человек.